# Budafok
Budafok je čtvrť v Budapešti v Maďarsku. Nachází se v jihozápadní části Budína, v blízkosti Dunaje, a patří do obvodu XXII. Budafok byl před rokem 1950 samostatnou obcí. Obec byla známá výrobou vína a šampaňského.

## Název
Budafok byl dlouhá léta znám jako „Promontor“ z latinského Promontorium, což znamená mys, ale v roce 1886 byl název změněn na maďarský ekvivalent Budafok, což znamená „Budínský mys“. V roce 1950 byl Budafok spolu s Nagytétény a Budatétény připojen k Budapešti a vytvořil tak budapešťský obvod XXII. Budafok-Tétény je oficiální název čtvrti, která se rozkládá na 43 km².

## Historie
Historicky byl Budafok díky náhorní plošině Tétényi a jejím svahům podél Dunaje ideálním místem pro výrobu vína. V Budafoku se rozkládaly nejdůležitější vinice v Budapešti i ve středním Maďarsku. V roce 1880, kdy probíhala rostoucí komerční výroba vína, vytvořilo sdružení výrobců a stáčíren vína síť sklepů vyhloubených ve vápenci pod Budafokem. Systém sklepů, dlouhý 25 kilometrů a největší v celé Evropě, se zachoval dodnes. Proto se Budafoku běžně říká „sklepní město“. Dodnes se zde nachází obrovský systém vinných sklepů se stoletými sudy; mezi nimi i druhý největší sud v Maďarsku. Předním historickým enologickým místem v Budafoku jsou vinné sklepy firmy József Törley & Co, které je stále možné navštívit. Dalšími výrobci vína, kteří zde stále působí, jsou Hungarovin Rt, Promontorvin Rt a Budafokvin Kft. V roce 1899 byl Budafok elektrifikován společností Tiszántúli Áramszolgáltató Rt.

## Partnerská města
- Kristianstad, Švédsko[1]